# Termómetro de mercurio

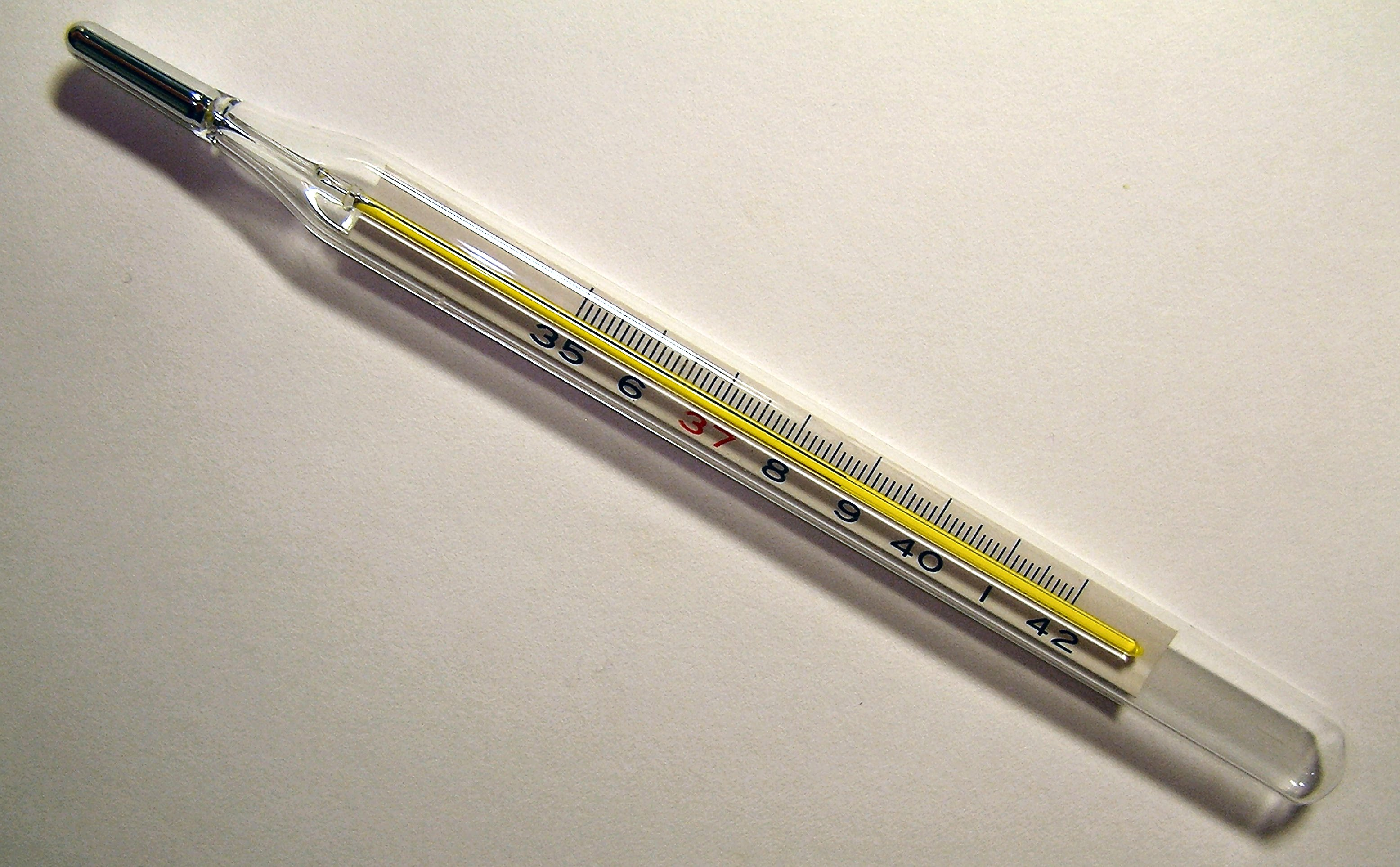
termómetro

Un termómetro de mercurio  es un tipo de termómetro que generalmente se utiliza para medir las temperaturas.
Termómetros los hay de muchos tipos, pero quizás los más habituales sean o hayan sido los que contienen un líquido en su interior que se dilata o contrae con los cambios de temperatura. Este líquido puede ser mercurio, alcohol coloreado etc.
El mercurio de este tipo de termómetro se encuentra en un bulbo reflejante y generalmente de color blanco brillante, con lo que se evita la absorción de la radiación del ambiente. Es decir, este termómetro toma la temperatura real del aire sin que la medición de esta se vea afectada por cualquier objeto del entorno que irradie calor hacia el ambiente.
Alrededor del año 1714 fue Daniel Gabriel Fahrenheit quien creó el termómetro de mercurio con bulbo, formado por un capilar de vidrio de diámetro uniforme comunicado por su extremo con una ampolla llena de mercurio. El conjunto está sellado y cuando la temperatura aumenta, el mercurio se dilata y asciende por el capilar. En 1724 Fahrenheit finalizó su escala termométrica, la cual quedó plasmada en sus Philosophical Transactions (Londres, 33, 78, 1724).
El 19 de marzo de 1744, Jean-Pierre Christin presentó el primer termómetro de mercurio en utilizar los parámetros de cero grados como punto de fusión del agua y cien como punto de ebullición que se usa en gran parte del mundo, era muy útil ya que era bueno para medir temperaturas entre los 18 y 45 °C.

## Toxicidad
En 2007, la Directiva Europea 2007/51/EC estableció medidas restrictivas para el uso de termómetros a base de mercurio debido al posible envenenamiento por mercurio por inhalación en caso de rotura accidental, así como por la contaminación hídrica que produce. En España fue traspuesta a la normativa nacional en 2009, de modo que se prohíbe la comercialización de estos aparatos desde el 3 de abril de ese año.
Sin embargo, el mercurio metálico se absorbe muy poco por vía digestiva y el contenido en los termómetros clínicos es muy pequeño, por lo que la rotura en la boca de un termómetro de mercurio y el derrame o ingestión de su contenido resulta poco peligroso. Más allá de la angustia que genera, está considerado como de muy baja o nula toxicidad aguda. La respuesta está en que es un metal tóxico que, además, a temperatura ambiente se encuentra en estado líquido, es el único metal con esta propiedad. "El mercurio y sus compuestos son extremadamente tóxicos para los seres humanos, los ecosistemas y la naturaleza", explica la Unión Europea en un documento sobre la prohibición de comercializar con termómetros de mercurio. En contacto con la naturaleza "puede convertirse en metilmercurio, que es su forma más tóxica" y la forma más fácil de que nos expongamos al metilmercurio es "mediante la alimentación, ya que se concentra en la cadena alimentaria acuática".